# Пульхерия (дочь Феодосия I)
Элия Пульхерия (лат. Aelia Pulcheria, 379—385) — дочь римского императора Феодосия I Великого и его жены Элии Флациллы.
Пульхерия умерла в детстве незадолго до смерти своей матери, после которой Феодосий I смог жениться на Галле, дочери императора Валентиниана I, объединив тем самым две императорские династии. Обычно дочь Феодосия путают с её известной племянницей Пульхерией, дочерью Византийского императора Аркадия и женой византийского императора Маркиана.